# Obrad Tomić
Obrad Tomić (Trebigne, 4 agosto 1993) è un cestista bosniaco.

## Palmarès
- Coppa di Serbia: 1

Partizan Belgrado: 2018